# Левелинг, Джейми
Дже́йми Ле́велинг (нем. Jamie Leweling; род. 26 февраля 2001, Германия) — немецкий футболист ганского происхождения, полузащитник клуба «Штутгарт» и сборной Германии.

## Клубная карьера
Левелинг — воспитанник клубов «Фойхт», «Нюрнберг» и «Гройтер Фюрт». 28 июля 2019 года в матче против «Эрцгебирге» он дебютировал во Второй Бундеслиге в составе последних. 7 декабря в поединке против «Бохума» Джейми забил свой первый гол за «Гройтер Фюрт». В 2021 году Левелинг помог клубу выйти в элиту. 14 августа в матче против «Штутгарт» он дебютировал в Бундеслиге.
17 мая 2022 года подписал контракт с клубом «Унион Берлин».

## Достижения
«Штутгарт»
- Обладатель Кубка Германии: 2024/25